# Crocetta del Montello
Crocetta del Montello är en ort och kommun i provinsen Treviso i regionen Veneto i Italien. Kommunen hade 6 098 invånare (2018).